# Kleestängel
Unter dem heraldischen Kleestängel wird das paarig rechts und links an oder auf der Adlerbrust von der Körpermitte bis in die Flügelspitzen dargestellte, oft silberne oder goldene Kleinod bezeichnet. Die Kleestängel enden an der Flügelspitze in der Form eines dreiblättrigen Kleeblatts. Fehlen die Kleeblattenden und zieht sich das Zeichen etwa über die Brust des Adlers durch, spricht man von Brustmond, Brustsichel, Brustspange, (m-gr.) Perisonium.

## Entwicklung und Formen
Im Wappenbuch von Conrad Grünenbergs (1483) ist bereits eine Binde zu erkennen, auf der glänzende Metallplatten befestigt waren. Anstelle dieser Binde wurden bald Metallspangen verwendet, die an den Enden mit dem Helmkopf und mit den anderen Enden kleeblattförmig an den Sachsen der Adlerflügel festgenietet waren, um erhöhte Haltbarkeit zu erreichen. Das bis dahin bedeutungslose Beiwerk ist wahrscheinlich aus einer dieser der besseren Befestigung des Wappenschildes dienenden Metallspangen entstanden. Auf älteren Siegeln ist diese Spange erkennbar. In Natura war diese aus Leder oder eine mit Stoff überzogene hölzerne halbmondförmige Scheibe, die hinten mit echten Vogelfedern geschmückt und hergestellt war.
Die Darstellung des Kleestängels ist auch in Anlehnung an diesen so genannten Brustmond (halbmondförmige Scheibe) hervorgegangen.
Der Brustmond hat seltener kleeblattartigen Enden, die bis in die Adlerschwingenspitzen reichen. Die vorwiegend silbern dargestellte Mondsichel wird mittig mit einem hochgezogenen Kreuz oder anderer geeigneter Figuren, z. B. einem ausgezogenen Kleeblatt, geziert. Kreuz und Kleeblatt können auch nach unten zeigen, und der Heraldiker blasoniert dann die Form als gestürzt. Eine Unterbrechung über der Adlerbrust ist, wie bei den Kleestängeln, möglich.

## Verwendung
Die Kleestängel sind in den Adlern der brandenburgischen Wappen, auf Wappenadlern der Askanier und der Hohenzollern (Preußen), im Tiroler Adler und zahlreichen anderen Wappentieren zu finden. Beispiel für die Brustspange ist der Schlesische Adler sowie das Stammwappen des schlesischen Adelsgeschlechts von Pelchrzim.

Hauptschild des preußischen Staatswappens
Wappen des heutigen österreichischen Bundeslandes Tirol mit Ehrenkränzlein
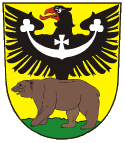
Im Wappen von Jeseník ein hochgezogenes Kreuz aus den Kleestängeln